# Massaga
Massaga é um gênero de traça pertencente à família Arctiidae.